# Паєвська Олена Миколаївна
Олена Миколаївна Паєвська (рос. Паевская, Елена Николаевна), у шлюбі Шавріна (1 жовтня 1926, Москва — 14 вересня 1986, Миколаїв, Українська РСР) — радянська театральна акторка, народна артистка РРФСР.

## Біографія
Олена Паєвська народилася 1 жовтня 1926 року в Москві. У 1948 році закінчила Московське міське театральне училище (курс В. В. Готовцева), де вчилася разом з Ольгою Аросєвою і Вірою Васильєвою.
Працювала в Ташкенті. До 1963 року грала в Приморському крайовому театрі драми у Владивостоці.
У 1963—1970 і 1972—1986 роках була акторкою Хабаровського театру драми. У перерві з 1970 по 1972 року виступала в Севастопольському драмтеатрі ім. А. Луначарського.
Померла у 1986 році під час гастролей театру в Миколаєві, трохи не доживши до свого 60-річчя, похована на Центральному кладовищі в Хабаровську.

### Сім'я
- Чоловік — актор, драматург та режисер Валерій Шаврін (1930—1978), заслужений артист РРФСР.
- Син — актор Олександр Шаврін (1960—2017), заслужений артист РФ (2001)[3].

## Нагороди та премії
- Заслужена артистка РРФСР (19.06.1967).

- Народна артистка РРФСР (12.08.1986).

## Роботи в театрі
- «Антоній і Клеопатра» Вільям Шекспір — Клеопатра[4]
- «Сірано де Бержерак» Е. Ростана — Роксана
- «Ляльковий дім» Р. Ібсена — Нора
- «Дзвін вічного бою» — мати
- «Іванов» А. Чехова — Сара
- «Місіс Пайпер веде слідство» — секретарка
- «Варшавська мелодія» — Гелена
- «Іркутська історія» А. Арбузова — Валя
- «Дурочка» Лопе де Вега
- «Двоє на гойдалках» — Гитель
- «Дорога Памела» — Памела
- «Блазень» В. Шавріна — Мар'яна, німа жінка
- «Надзвичайний посол» братів Тур — Коллонтай
- «Гра в джин» Д. Л. Кобурн
- «Світла пристань» В. Шавріна — Аніта
- «Пізня любов» А. Н. Островський

## Пам'ять
- Меморіал пам'яті В. А. Шавріну і О. М. Паєвській на будівлі Хабаровського крайового театру драми (скульптор Юрій Кукуєв).